# ایاد ابو غرقود
ایاد ابو غرقود (عربی: إياد أبو غرقود؛ زاده ۲۲ ژوئیهٔ ۱۹۸۸) یک بازیکن فوتبال اهل فلسطین است.
وی همچنین در تیم ملی فوتبال فلسطین بازی کرده است.